# Barmstede (Adelsgeschlecht)

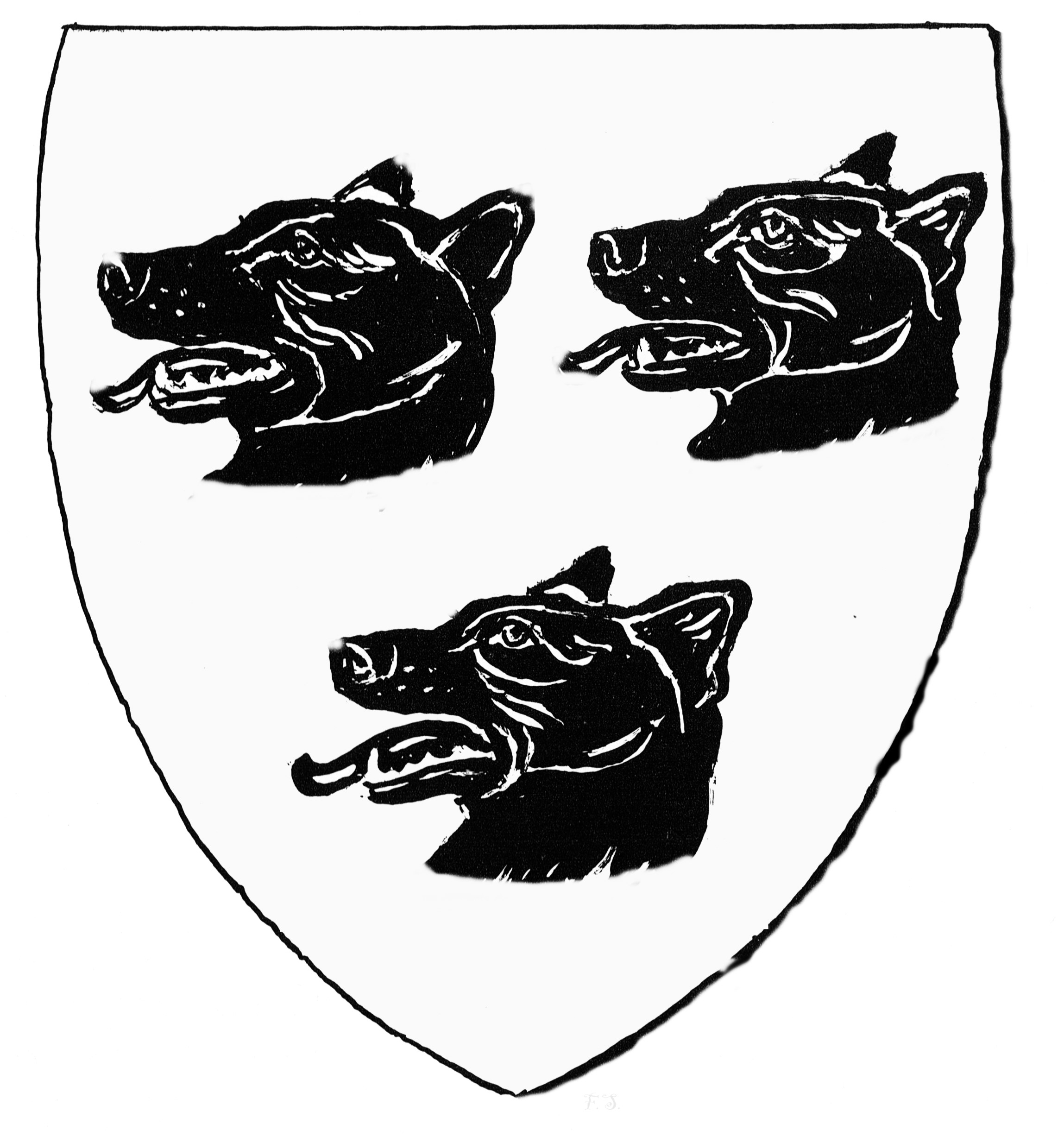
Das Wappen der Ritter von Barmstede

Die Barmstede waren ein ritterliches Adelsgeschlecht, das im 12. und 14. Jahrhundert im südlichen Schleswig-Holstein agierte und regionale Bedeutung besaß.

## Geschichte
Die Ritter waren ein altsächsisches Adelsgeschlecht und bezogen ihren Stammsitz bei Barmstedt. Ob sie sich selbst den Namen ihres Herkunftsortes gaben oder dieser nach ihnen benannt wurde, ist nicht zweifelsfrei zu klären. Es gibt die Vermutung, dass die Familie aus dem ehemaligen Ort Barmstede bei Bremen stammt oder der Name von Barmigstide, Barmierstide oder Barmstide abgeleitet wurde. Sie standen im Dienste der Schauenburger Grafen. Der erste Ritter dieser Familie, dessen Namen gesichert überliefert ist, war Heinrich I.(Henricus), Advocatus de Barmstede, welcher 1149 in einer Urkunde Heinrich des Löwen als Zeuge genannt wurde und der im Namen der Schauenburger auf seinem Rittergut Recht sprechen konnte.
Das Geschlecht verfügte über umfangreiche Ländereien in Holstein und Stormarn, der Schwerpunkt ihres Besitzes befand sich zunächst im Gebiet des heutigen Barmstedts und der benachbarten Ortschaften. Die Ritter veranlassten den Bau einer Burg in der Krückau und der Kirche in Barmstedt, sie waren an der Gründung der Stadt Krempe beteiligt und errichteten bei Uetersen im 12. Jahrhundert zwei Burgen, wo sie später ihren Wohnsitz hatten, und eine Brücke über die Pinnau. Dort, am uterst end, am äußersten Ende ihres Besitzes, stifteten sie unter Heinrich II. 1234 außerdem den Bau des Klosters Uetersen, das unter der Oberhoheit des Erzbistums Bremen stand. Ebendieser Heinrich II. gehörte zu den wichtigsten Männern unter Adolf IV., er trat in vielen gräflichen Urkunden der Zeit als einer der obersten Unterzeichner auf. Lambert von Barmstede war 1228 kurzzeitig Bischof von Ratzeburg; seine Grabplatte im Ratzeburger Dom ist erhalten.
Die Ritter von Barmstede waren jedoch nicht nur Ehrenmänner. 1267 fand in der St. Johannis-Kirche in Eppendorf eine Verhandlung statt, bei der Otto von Barmstede wegen der Beraubung von Hamburger Schiffen auf der Stör eine Ausgleichszahlung von 300 Mark an die Stadt Hamburg zahlen musste.
Das Rittergeschlecht starb mit dem Knappen Otto von Raboisen, einer Nebenlinie der von Barmstede, um ca. 1375 aus, der Besitz fiel zum Teil zurück an die Schauenburger Grafen und gelangte später an die Gottorfer Herzöge und schließlich an die Grafen von Rantzau. Der Barmstedter Ritter ist heute stilisiert im Wappen der Stadt verewigt.

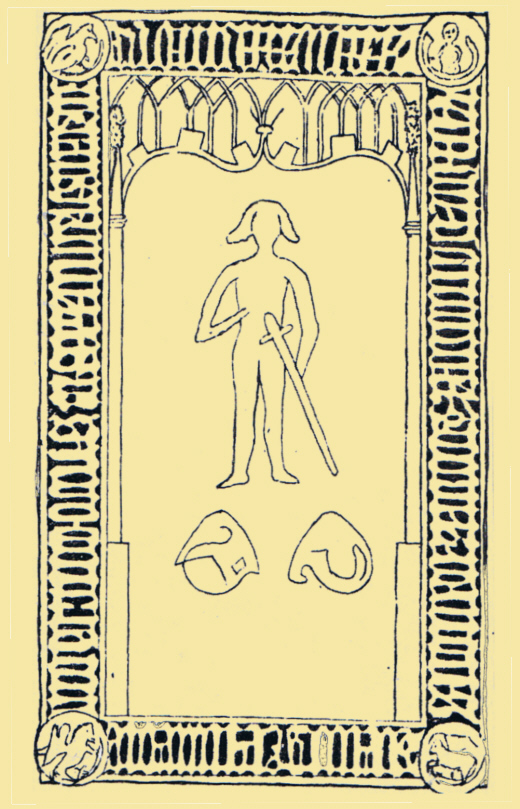
Zeichnung der Grabplatte

## Legende
Nach einer Legende soll der Ritter Heinrich II. von Barmstede unter einer Grabplatte auf dem Klosterfriedhof von Uetersen begraben sein. Einen Beweis dafür, dass es sich wirklich um den Ritter von Barmstede handelt, gibt es nicht. Diese Platte wurde 1995 von Friedhof entfernt, um sie vor einem weiteren Verfall durch Witterung und Luftverschmutzung zu schützen. Sie wurde in wochenlanger Arbeit konserviert und ist jetzt an der Innenseite des Kreuzganges befestigt.

## Familienmitglieder

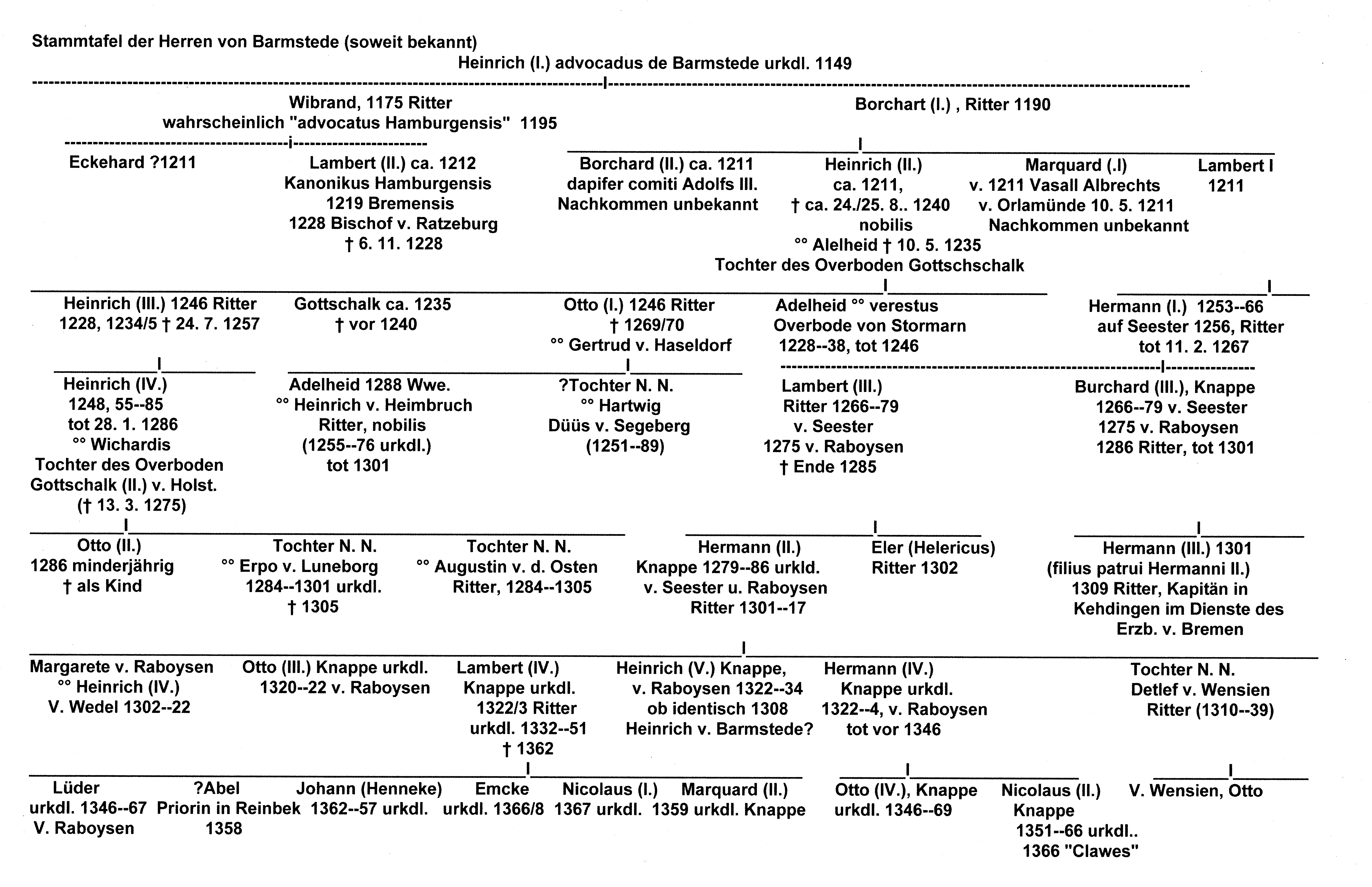
Der Stammtafel der Ritter von Barmstede

- Heinrich I. von Barmstede (um 1149), holsteinischer Adliger und Stammvater der Adelsfamilie
- Heinrich II. von Barmstede
- Heinrich III. von Barmstede
- Heinrich IV. von Barmstede
- Lambert von Barmstede (* um 1212; † 1228), Bischof von Ratzeburg
- Otto von Barmstede (* 1246; † 1269/70), führte Krieg mit Hamburg

Von den Familienmitgliedern ist sehr wenig bekannt. Trotz intensiver Forschung in alten Aufzeichnungen und Kirchenbüchern konnten nicht alle Mitglieder der Familie ermittelt werden. Ein Teil wurde auch durch Brände und Plünderungen des Klosters Uetersen durch die Schweden im Jahr 1658 vernichtet. Die abgebildete Stammtafel zeigt alle Mitglieder der Familie, die man bis heute ermitteln konnte. Nicht aufgeführt in dieser Stammtafel ist Virgarte Raboytze (1385), die eine Wurt im Burggebiet Plön bewohnte. Es ist nicht zweifellos geklärt, in welchem Zusammenhang sie mit der Familie stand. Es gibt die Vermutung, dass sie mit Lüder von Raboisen in Verbindung stand.

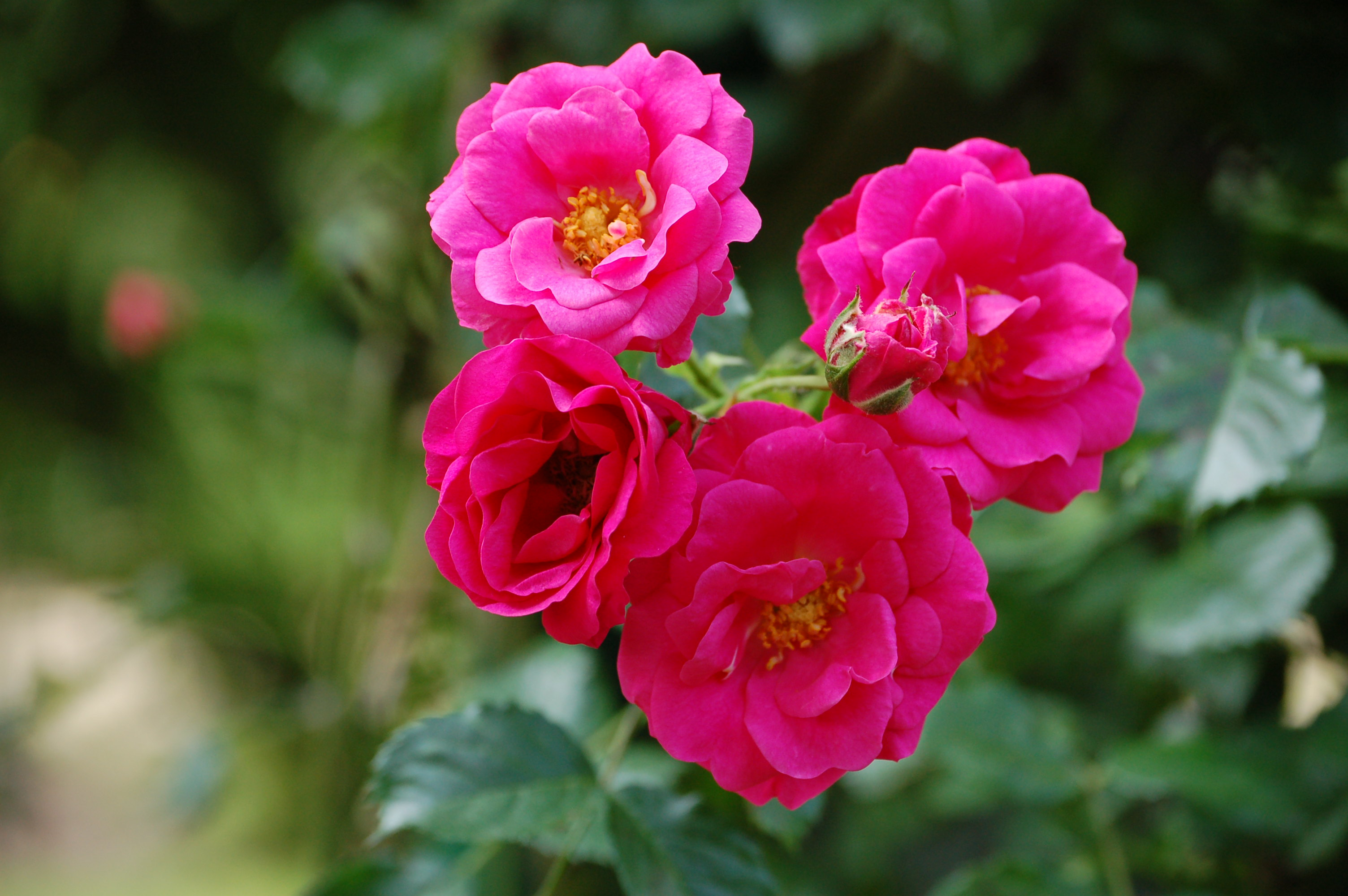
Rose Ritter von Barmstede im Rosarium Uetersen

## Ehrung
Nach den Rittern von Barmstede, insbesondere dem Ritter Heinrich II. von Barmstede, wurde 1959 eine Rose benannt, als Dank für die Schenkungen zum Bau des Zisterzienserinnenklosters in Uetersen, aus dem das heutige Kloster Uetersen und die Rosenstadt Uetersen entstand.